# Ловушка для ведьм
Ловушка для ведьм — видеофильм ужасов с элементами триллера и боевика 1989 года режиссёра Кевина Тенни.

## Сюжет
В ужасе по дому бегает мужчина и выбрасывается из окна. Далее выясняется что дом ранее принадлежал иллюзионисту Айвору Лоттеру, который умер странной смертью — у него вырвали сердце. При своей жизни же его уличали в сношениях с дьяволом и подозревали в серии жестоких убийств. С тех пор дух иллюзиониста не даёт спокойно жить обитателям дома, которые по истечении трёх дней нахождения в доме сходят с ума или кончают жизнь самоубийством. После указанного происшествия племянник иллюзиониста договаривается со специализированной командой охотников за подобной нечистью с целью поимки духа иллюзиониста. После этого команда специалистов вступает в противостояние с духом.

## В ролях
- Джеймс Куинн — Тони Винсент
- Кэтлин Бэйли — Уитни О'Шэй
- Джуди Татум — Агнес Голдберг
- Джек Томпсон — Мёрфи
- Линнея Куигли — Джинджер Ковольски

## Критика
Фильм подвергся критике. Среди высказываний были претензии к посредственной игре актрис, неадекватным спецэффектам, отсутствия атмосферы хоррора. Концовка фильма одним из кинокритиков охарактеризована как «загадочная».
Один из критиков отметил хорошую работу гримёров. Другой отметил достоинства фильма, отметив только несколько ошибок его создателей и указал, что сценарий этого фильма незатейлив и отсылки к духовным спорам в нём неуместны.